# Комаэ (станция)
Станция Комаэ (яп. 狛江駅 комаэ эки)} — железнодорожная станция на линии Одавара, расположенная в городе Комаэ префектуры Токио. Станция была открыта 27-го мая 1927 года. Первонячально данная станция не была запланирована, но местные жителям удалось добиться её постройки. Окрестности станции представляют собой пригородный торговый квартал. В 1990-х годах здание станции было полностью перестроено. Платформы и были подняты над землёй, так же были проложены 2 дополнительный пути.

## Планировка станции
4 пути и две боковые платформы.
| 1 | ■ Линия Одавара | Матида ・ Хон-Ацуги ・ Одавара ・(Hakone Tozan Railway) Хаконэ-Юмото ・(Линия Тама) Каракида ・(Линия Эносима) Фудзисава ・ Катасэ-Эносима |
| 2 | ■ Линия Одавара | Симо-Китадзава ・ Синдзюку ・ (Линия Тиёда) Аясэ ・ Линия Дзёбан Торидэ                                                                    |

## Близлежащие станции
| «                                           |               | Линия                  |               | »               |
| Линия Одавара                               | Линия Одавара | Линия Одавара          | Линия Одавара | Линия Одавара   |
| ------------------------------------------- | ------------- | ---------------------- | ------------- | --------------- |
| Китами                                      |               | Local                  |               | Идзуми-Тамагава |
| Китами                                      |               | Sectional Semi-Express |               | Идзуми-Тамагава |
| Semi-Express: не останавливается            |               |                        |               |                 |
| Express: не останавливается                 |               |                        |               |                 |
| Tama Express: не останавливается            |               |                        |               |                 |
| Rapid Express: не останавливается           |               |                        |               |                 |
| Ltd. Exp. "Romance Car": не останавливается |               |                        |               |                 |